# Холод Борис Іванович
Борис Іванович Холод (3 січня 1941, Городище Сумської області — 2 листопада 2021) — український громадський діяч , засновник та президент Університету імені Альфреда Нобеля (м. Дніпро), заслужений діяч науки і техніки України, доктор економічних наук, професор; член Клубу ректорів Європи, Іноземний член Російської академії природничих наук (2008); дійсний член Академії економічних наук України (2000 р.); дійсний член Російської міжрегіональної Академії соціальних технологій та місцевого самоврядування (1998 р.); дійсний член Міжнародної Академії біоенергетичних технологій (1995 р.). Помер 2 листопада 2021 року.

## Освіта та трудова діяльность
Народився в с. Городище Сумської області. За роки своєї трудової діяльності Б. І. Холод пройшов шлях від колгоспника до відомого державного діяча. Вищу освіту отримав у Дніпропетровському державному університеті (історія і суспільствознавство), закінчив Академію суспільних наук при ЦК КПРС (Москва), навчався за міжнародною програмою MBA Master of Business Administration «Стратегічний маркетинг» (Москва — Баден-Вюртемберг, Німеччина) та за програмою «Менеджмент освіти» у Міжнародному університеті Шиллера (Лондон).
В різні роки працював:
- З 1999—2000 — заступником Міністра освіти і науки України, першим заступником Міністра освіти України.
- З 2000—2004 — Головою Національної ради України з питань телебачення і радіомовлення.

В 1993 р. заснував перший в Дніпропетровській області вищий навчальний заклад недержавної форми власності, Університет імені Альфреда Нобеля, який з 2016 р. має міжнародну акредитацію від Центрального Агентства з оцінювання та акредитації ZEvA (Ганновер, Німеччина), а з 2013 р. — акредитацію програми MBA (Міжнародна Школа Бізнесу) від Європейської Ради з бізнес-освіти (ECBE, Бельгія), що визнаються Міністерством освіти і науки України та Національним агентством із забезпечення якості освіти в Україні, підтверджують відповідність якості освіти в Університеті імені Альфреда Нобеля міжнародним стандартам та його лідерський статус.

## Наукова діяльність
- Автор більше 180 наукових робіт, серед яких монографії, підручники, навчальні посібники: «Реформи в Україні: міфи і реальність», «Соціально-економічна система як простір управлінського саморозвитку», «Системний аналіз форм і методів управління соціально-економічними процесами»;
- Співавтор монографій: «Концептуальні напрямки соціально-економічної реконструкції», «Практика удосконалення оперативного управління», «Оперативне управління виробництвом. Технологічна база управління», «Управління проектами», «Інформація, зв'язок і телекомунікації в Україні: економіка, право, управління», «Концепція розвитку технологічного потенціалу України», «Мотиваційні контексти розвитку природних технологій», навчальний посібник «Економіка підприємства», «Комплекс економетричних моделей побудови можливих варіацій розвитку регіону», а також численних статей з питань розвитку організаційних структур оперативного управління економічними системами, філософії розбудови нового механізму регулювання економіки України, стратегії сучасного менеджменту і маркетингу, проблем теорії і практики оперативного управління та ін.
- Здійснює наукове керівництво аспірантами та докторантами. Під його керівництвом ведеться захист кандидатських та докторських дисертацій.
- Голова спеціалізованої вченої ради із захисту кандидатських дисертацій.
- Керівник науково-дослідної теми «Проблеми підвищення конкурентоспроможності підприємств в умовах ринкового середовища», яка має державну реєстрацію.
- Голова редколегії, головний редактор науково-практичного журналу з економіки «Академічний огляд».
- Голова редколегії, головний редактор наукового журналу «Європейський вектор економічного розвитку».
- Голова редколегії, головний редактор збірника наукових праць «Бюлетень Міжнародного Нобелівського Економічного Форуму».
- Голова редколегії, головний редактор наукового журналу «Вісник Дніпропетровського Університету імені Альфреда Нобеля».

### Публікації з 2014 року
1. Холод Б. И., Задоя А. А. Инновационность в стратегии высшего образовательного учреждения // Развитие инновационной экономики: результаты, проблемы, перспективы: сборник научных статей международной научно-практической конференции, посвященной 50-летию основания университета, Гомель, 9–10 октября 2014 г. / редкол. : С. Н. Лебедева [и др.] ; под науч. ред. д-ра экон. наук, профессора С. Н. Лебедевой. — Гомель: учреждение образования «Белорусский торгово-экономический университет потребительской кооперации», 2014. — С. 342—345.
2. Холод Б. И. Концептуальные основы развития частного образования в Украине: проблемы выбора стратегии / Б. И. Холод, А. А. Задоя // Управление. — 2014. — № 1 (3). — С. 66–72.
3. Холод Б. І. Глобалізація як фактор впливу на процеси логістичного управління зовнішньоекономічною діяльністю підприємств / Б. І. Холод, О. М. Зборовська // Європейський вектор економічного розвитку. Економічні науки. — 2014. — № 2. — С. 261—270.
4. Kholod, B.I., Zadoia, A.O. Macroeconomic proportions in the visegrad Countries and Ukraine: Comparative analysis // Actual Problems of Economics, 2015, 167(5), с. 86-94 (Scopus)
5. Войт С. В. Концепти оптимізації інноваційного менеджменту: монографія / С. В. Войт, В. А. Ткаченко, Б. І. Холод / за наук. ред. В. А. Ткаченка. — Дніпропетровськ: ДУАН, Монолит, 2016. — 220 с.
6. Инновационный менеджмент сложных социальноэкономических систем: коллективная монография / Под ред. В. А. Ткаченко, С. Н. Войта, Б. И. Холода. — Днепропетровск: ДУАН; Монолит, 2016. — 400 с.
7. Холод Б. І. Нобелівські орієнтири людства: миротворчість, наука, просвітництво / Б. І. Холод // Економічний нобелівський вісник. — 2016. — № 1. — С. 3–5.
8. Холод Б. И., Задоя А. А. Стратегия университета как инструмент согласования противоречивых интересов стейкхолдеров // Взаимодействие образовательных учреждений со стейкхолдерами: веление времени / Материалы XV Международной научно-практической конференции, 16 февраля 2017 г. — Харьков: Народная украинская академия, 2017. — С.273-278
9. Холод Б. І. Вибір стратегії приватного університету: орієнтація на елітність чи масовість освітніх послуг? / Б. І. Холод, А. О. Задоя // Інтелектуальний потенціал суспільства в умовах перманентних соціальних змін: шляхи збереження і розвитку / Матеріали щорічної міжнародної науково-практичної конференції. — Харків: Народна академія, 2018. — С.14–18.
10. Войт С. Н. Концептуальное моделирование процессов самоорганизации и самоуправления: коллективная монография / С. Н. Войт, Б. И. Холод, В. А. Ткаченко и др. / под науч. ред. В. А. Ткаченко. — Днепр: УАН, Монолит, 2018. — 236 с.
11. Введение в теорию причинности следствий. Концептуально-аналитический альманах: в 7 т. / Под ред. В. А. Ткаченко, С. Н. Войта, К. В. Завгороднего, Б. И. Холода. — Днепр: УАН; Монолит, 2018—2019. — Т. 1–7.
12. Filyppova S., Bashynska I, Kholod B., Prodanova L., Ivanchenkova L., Ivanchenkov V.   Risk Management through Systematization: Risk Management Culture // International Journal of Recent Technology and Engineering (IJRTE). Volume-8 Issue-3, September 2019//, pp. 6047-6052 (Scopus).
13. Prokopenko O., Kholod B., Pavlova V., Niziaieva N., Shtepa J., Orlova V. Risk Management Culture as a Systematic Method for Ensuring Safety Development // International Journal of Advanced Research in Engineering and Technology, 2020, 11(4), pp. 439—451.  (Scopus)
14. Kholod B., Zadoia A., Zadoia O. Polycentrism of the modern world: a methodology for discovering world leaders // Naukovyi Visnyk Natsionalnoho Hirnychoho Universytetu, 2020, № 3, pp.171-176 (Scopus)

## Загальнодержавні, просвітницькі ініціативи

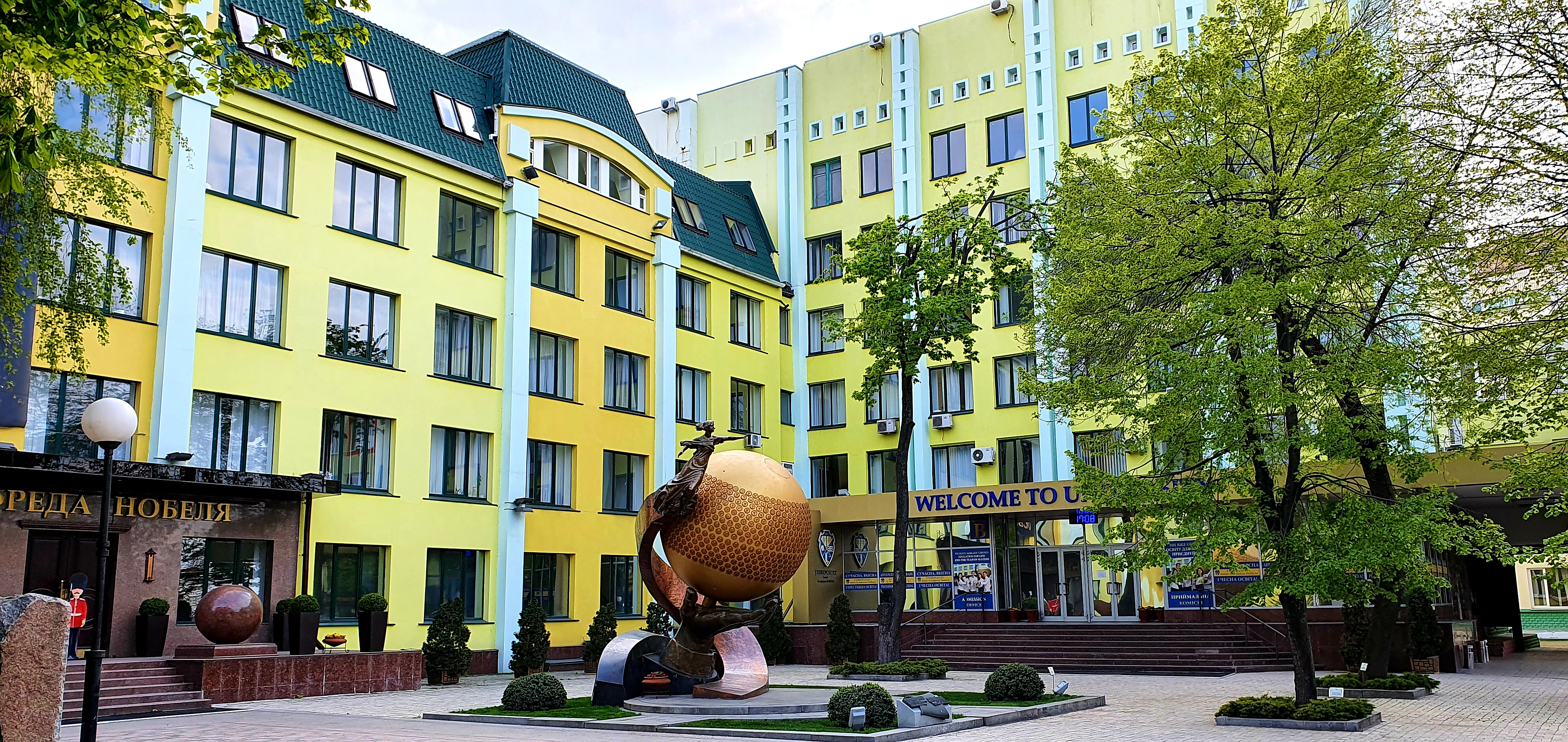
Меморіально-парковий комплекс «Планета Альфреда Нобеля»

Автор ідеї і проекту створення на території Університету  унікального меморіально-паркового комплексу «Планета Альфреда Нобеля», основними компонентами якого є пам'ятник А. Нобелю та меморіальний знак «Планета Альфреда Нобеля» із зображенням всіх Нобелевських лауреатів, починаючи з 2008 року до наших днів.
Проводить у Дніпрі Міжнародні Нобелівські форуми, які сприяють зростанню авторитету України серед світової наукової спільноти, зустрічі з Нобелевськими лауреатами, видатними громадськими, політичними  діячами, знаними науковцями та освітянами.
Ініціював щорічне проведення Дня Єднання студентів Європи, Америки, Азії та Африки — подію, яка має на меті сприяння розвитку держав і встановлення миру на всіх континентах на основі всеохоплюючої освіти молоді за передовими освітніми технологіями.

## Державні та міжнародні нагороди
Було відзначено багатьма високими державними та міжнародними нагородами:
- Орден «За заслуги» ІІІ ступеня,
- Орден Данила Галицького,
- Нагрудний знак Державної служби України «За сумлінну працю»,
- Почесна Грамота Верховної Ради України,
- Нагрудний знак Міністерства освіти і науки України «Петро Могила»,
- Золота медаль Американського Бібліографічного товариства.
- Є лауреатом Міжнародної премії Сократа ‒ нагороди Європейської Бізнес-Асамблеї за особистий внесок в інтелектуальний розвиток сучасного суспільства і володарем почесного звання «Лицар Вітчизни».